# Баланчивадзе, Андрей Мелитонович
Андре́й Мелито́нович Баланчива́дзе (груз. ანდრია მელიტონის ძე ბალანჩივაძე; 19 мая [1 июня] 1906 или 1 июня 1906, Санкт-Петербург — 28 апреля 1992, Тбилиси) — советский, грузинский композитор, педагог, общественный деятель. Герой Социалистического Труда (1986). Народный артист СССР (1968). Лауреат двух Сталинских премий (1946, 1947) и Государственной премии Грузинской ССР имени  Ш. Руставели (1969).

## Биография
Родился в Санкт-Петербурге 19 мая (1 июня) 1906 года (по другим источникам — в 1905 году) в семье композитора Мелитона Баланчивадзе.
Начал заниматься музыкой в Петрограде. В 1918 году продолжил учёбу в Кутаиси, в музыкальном училище, которое основал его отец.
В 1921—1926 годах занимался в Тифлисской консерватории по классам композиции М. М. Ипполитова-Иванова (учился также у Н. Н. Черепнина и С. В. Бархударяна) и фортепиано — И. С. Айсберга. В эти же годы работал музыкальным оформителем спектаклей Театра пролеткульта Грузии, Театра сатиры, Тифлисского рабочего театра, Театра рабочей молодёжи и др.
В 1931 году окончил Ленинградскую консерваторию им. Н. А. Римского-Корсакова по классам композиции А. М. Житомирского (учился также у В. В. Щербачёва) и фортепиано — М. В. Юдиной.
В 1931—1933 годах — композитор и музыкальный руководитель Грузинского драматического театра, куда его пригласил Котэ Марджанишвили.
В 1941—1948 годах — художественный руководитель Государственного симфонического оркестра Грузинской ССР.
С 1935 года преподавал в Тбилисской консерватории (с 1942 — профессор, с 1962 — заведующий кафедрой композиции). Среди его учеников: М. Ш. Давиташвили, А. А. Квернадзе, Р. И. Лагидзе, Ш. Е. Милорава, А. И. Чимакадзе, А. В. Шаверзашвили, О. Л. Тевдорадзе, Н. Л. Мамисашвили.
Член Союза композиторов Грузинской ССР с момента его основания в 1932 году. С 1953 года — председатель, в 1956—1961 и в 1968—1973 годах — первый секретарь правления, в 1973—1979 годах — почётный председатель Союза композиторов Грузинской ССР. С 1957 года — почётный председатель Музыкально-хореографического общества Грузинской ССР. В 1957—1991 годах — член правления Союза композиторов СССР.
Депутат Верховного Совета Грузинской ССР 1—5 созывов. Депутат Верховного Совета СССР 8 созыва (1970—1974).
Умер 28 апреля 1992 года в Тбилиси. Похоронен в Дидубийском пантеоне.

### Семья
- Отец — Мелитон Баланчивадзе (1863—1937), композитор. Народный артист Грузинской ССР (1933).
- Мать — Васильева Мария Николаевна, русская с немецкими корнями.
- Брат — Джордж Баланчин (Георгий Баланчивадзе) (1904—1983), балетмейстер, хореограф. Эмигрировал из СССР и стал всемирно известным балетмейстером, работая, в основном в США.
- Сын — Джарджи Андреевич Баланчивадзе (1941—2011) — пианист, дирижер.
- Сын — Амиран Андреевич Баланчивадзе, инженер, антропософ[7][8].
- Дочь — Цискари Андреевна Баланчивадзе, балерина, заслуженная артистка Грузии[9].

## Награды и звания
- Герой Социалистического Труда (1986)
- Заслуженный деятель искусств Грузинской ССР (1941)
- Народный артист Грузинской ССР (1957)
- Заслуженный деятель искусств Абхазской АССР (1963)
- Народный артист Абхазской АССР (1967)[10]
- Народный артист СССР (1968)[5]
- Сталинская премия второй степени (1946) — за 1-ю симфонию
- Сталинская премия первой степени (1947) — за концерт для фортепиано с оркестром
- Государственная премия Грузинской ССР имени Шота Руставели (1969)
- Два ордена Ленина (1958, 1986)
- Четыре ордена Трудового Красного Знамени (1944, 1946, 1966, 1971)
- Орден Дружбы народов (1976)
- Орден «Знак Почёта» (1941)
- Медаль «За трудовую доблесть» (1953)
- Медаль «В ознаменование 100-летия со дня рождения Владимира Ильича Ленина»
- Медаль «За доблестный труд в Великой Отечественной войне 1941—1945 гг.»
- Медаль «Ветеран труда»
- Почётный гражданин Тбилиси (1981).

## Творческая деятельность

### Основные произведения

#### Оперы
- «Арсен» (не окончена) (1935)
- «Мзиа» (1949)
- «Золотая свадьба» (1970)

#### Балеты
- «Сердце гор» («Мзечабуки») (1936)
- «Страницы жизни» (музыка балета «Рубиновые звёзды») (1961)
- «Мцыри» (по М. Ю. Лермонтову) (1964)

#### Опера-балет
- «Ганга» (1986)

#### Для симфонического оркестра
- 5 симфоний (1944, 1959, 1978, 1980 («Лесная»), 1989 («Юность»))
- симфонические картины, в том числе «Озеро Рица» (1940), «Карцанисский бой» (1943), «Море» (1952), «Днепр» (по Н. В. Гоголю, 1955)
- «Приветственная увертюра» (1957)

#### Для скрипки с оркестром
- «Поэма» (1976)

#### Для фортепиано с оркестром
- 4 концерта (1936, 1947 1952, 1968)

#### Для фагота с оркестром
- концертино (1954)

#### Для струнного оркестра и фортепиано
- концерт (1977)

#### Для фортепиано
- «Ноктюрн» (1948), «Самана» (1949), «Баллада» (1951), «Танец» (1951), «Элегия» (1951), «Прелюдия» (1951), «Рапсодия» (1964), «Фантазия» (1967), «Романтические пьесы» (1972)
- Пятый концерт (1979)
- Трио (1979)
- Квинтет (1980)
- Квартет (1983)

#### Для хора без сопровождения
- «Миндаль» (сл. Н. Чачава), «Два тополя» (сл. М. И. Мачавариани)

#### Для голоса с фортепиано
- романсы: «Нине Чавчавадзе» (сл. Г. Н. Леонидзе), «В нашем саду» (сл. И. Мосашвили)
- песни: «Клянусь моей землей» (сл. Ш. Абхаидзе), «Песня о Самгори» (сл. К. Р. Каладзе), «За урожай» (сл. А. А. Жарова), «Торжественная песня» (сл. Н. Д. Лабковского)

#### Камерно-инструментальные сочинения
- вокально-симфоническая поэма «Обелиски» (1985)

#### Прикладная музыка
- музыка к театральным спектаклям (более 40), в том числе: 
  - «Олеко Дундич» М. А. Каца и А. Г. Ржешевского (1942), «Герой Крцаниси» С. И. Шаншиашвили (1943), Сирано де Бержерак Э. Ростана (1944), «Король Лир» У. Шекспира (1948), «Первый шаг» по Е. Г. Церетели (1948) в Грузинском театре имени Ш. Руставели
  - «Три толстяка» по Ю. К. Олеше (1931), «Сказ об Арсене» по народному эпосу (1931), «Светите нам, звёзды!» И. К. Микитенко (1931), «Далёкое» А. Н. Афиногенова (1936), «Деревья умирают стоя» А. Касоны (1957), «Цезарь и Клеопатра» Б. Шоу (1960) — в Тбилисском театре им. К. Марджанишвили
  - В театрах Кутаиси, Телави, Еревана)
- музыка к кинофильмам (около 20).

### Фильмография
- 1935 — Скала Аршаула
- 1936 — Прометей (совместно с П. Толстяковым)
- 1937 — Потерянный рай
- 1939 — Родина
- 1941 — В чёрных горах (короткометражный)
- 1941 — Огни Колхиды
- 1942 — Неуловимый Ян
- 1942—1943 — Георгий Саакадзе (совместно У. Гаджибековым)
- 1943 — Он ещё вернётся
- 1944 — Малахов курган
- 1944 — Щит Джургая (совместно Г. Киладзе)
- 1946 — Давид Гурамишвили
- 1946 — Клятва (музыкальное оформление)
- 1952 — Покорители вершин (совместно Р. Габичвадзе)
- 1954 — Они спустились с гор
- 1958 — Мамлюк